# Slackware
Slackware é a mais antiga e conhecida distribuição GNU/Linux mantida ainda em evidência. Seu criador e responsável pela manutenção, Patrick Volkerding, estabelece uma meta de produção da distribuição baseada em simplicidade e estabilidade, alcançando o padrão de distribuição mais Unix-like ao manter seus usuários nas camadas de configuração em console de modo texto para uma total personalização do ambiente. Além de seu uso profissional, é considerado também como uma distribuição de nível acadêmico, mantendo uma vasta documentação atualizada em sua raiz, para os usuários que necessitem de maior conhecimento para dominá-lo.[carece de fontes?]

## Introdução

### Slackware
O Slackware é um sistema operacional computacional baseado em projetos oficiais de software livre, desenvolvido por pessoas espalhadas no mundo organizadas em comunidades e instituições, sendo a principal delas a FSF (Free Software Foundation) com seus projetos e licenciamentos GNU LGPL de software livre. Utiliza como kernel do sistema o projeto oficial da Linux Foundation, o kernel Linux.

### Nome e história
O nome Slackware teve sugestiva origem da The Church Of The SubGenius (Igreja do Subgênio), por Patrick Volkerding, de onde idealiza-se o termo "SLACK" que, satírica e ironicamente, incorpora-se o "senso de liberdade, independência e originalidade para alcançar suas metas pessoais", onde traduziria bem a filosofia do sistema. O fato de Patrick Volkerding objetivar estabilidade e não trazer versões betas ou aplicativos ainda em testes, trouxe ao Slackware a aparente impressão de ser uma distribuição de lançamentos lentos em comparação às demais distribuições Linux. Esta curiosa impressão pode ter ênfase no próprio nome da distribuição: "SLACKWARE", que significativamente se traduz "SLACK" como sendo  "PREGUIÇA"; e "WARE" como "PRODUTO", sendo interpretado como um produto de lapidação lenta. Mesmo após o lançamento de versões estáveis da distribuições, ao se instalar, as configurações do sistema são feitas diretamente nos documentos texto de configurações, modo preferido entre os usuários mais experientes.
Criada em meados de 1993, o Slackware Linux (ou simplesmente Slack) tem como objetivo manter-se fiel aos padrões UNIX, mantendo-se bem estruturada e organizada para administradores e usuários, profissionais e acadêmicos, rejeitando ferramentas de configuração que escondam o real funcionamento do sistema adotando o princípio KISS (acrônimo em inglês de: Keep It Simple, Stupid - Faça isto simples, estúpido) de produção. Além disso, o Slackware é composto apenas do empacotamento de aplicativos em versões estáveis (diferente das versões betas e de pré-lançamentos, ainda em condições de testes), em especial nas suas versões intermediárias (o -current), e sem alterações feitas fora dos times oficiais de desenvolvedores.
A primeira versão do Slackware, o 1.0.0, foi lançada em 16 ou 17 de julho de 1993 por Patrick Volkerding, fundador e programador líder do projeto. Era baseada na distribuição SLS Linux (Softlanding Linux System) e fornecida em forma de imagens para disquetes de 3½ polegadas, disponibilizadas em file transfer protocols (FTPs) anônimos.
Em 1999, houve um anúncio da publicação da versão 7.0 do Slackware Linux, sendo seu último lançamento anunciado com a versão 4.0. Os números das versões do Slackware mudaram diretamente de 4.0 a 7.0; e as versões intermediárias ficaram conhecidas apenas dentro do current. Isso foi explicado por Patrick Volkerding como um esforço de marketing para mostrar que o Slackware estava tão atualizado como as outras distribuições Linux, entre as quais muitas já tinham números de release como 6 naquele momento (como o Red Hat, por exemplo, que publicava toda revisão de sua distribuição com um acréscimo de 4.1 para 5.0 ao invés de 3.1 para 3.2, como o Slackware o fazia).
Em 2005, o ambiente de desktop GNOME foi removido do futuro release pendente (10.2) e ficou entregue a suporte e distribuição pela comunidade. Não obstante, diversos projetos baseados na comunidade preencheram a lacuna do GNOME no Slackware, oferecendo distribuições GNOME completas como o GWARE, o FreeRock GNOME, o Dropline GNOME e o GnomeSlacky para o Slackware.
Ao longo da história do Slackware, sempre houve distribuições e Live CDs baseados nele. Há algumas distribuições populares derivadas do Slackware, entre elas, College Linux, GoblinX, SLAX, Vector Linux, JoLinux, Zenwalk, AliXe e Kate OS.

## Aspectos

### Distribuição
Em todos os lançamentos das versões estáveis, traz a mesma estrutura de organização e gerenciamento de pacotes. É uma distribuição de alto poder de personalização, contendo todos os pacotes necessários para montar servidores e desktops sem a necessidade de downloads de pacotes adicionais. Eles são oficialmente mantidos para a plataforma Intel x86, AMD x86-64, IBM S/390 e processadores de arquitetura ARM. Sua utilização pode ser aplicada em equipamentos modernos de arquitetura 64 bits, ou até mesmo em equipamentos antigos, com processadores i486 de 32 bits.[carece de fontes?]
O -current é um setor do repositório onde se mantém pacotes no topo dos passo a passo da integração das aplicações na evolução da distribuição para um próximo novo lançamento. É aqui que se concentra os esforços contínuos de testes e correções, acessíveis a qualquer usuário que queira acompanhar, ou até mesmo participar da evolução de um novo lançamento.
No começo, Patrick Volkerding mantinha a distribuição sozinho. Ao longo dos anos, acabou aceitando a ajuda de alguns colaboradores, a fim de ajudá-lo no desenvolvimento da distribuição. Outras distribuições Linux foram organizadas com base na compatibilidade com o Slackware Linux.[carece de fontes?]
A formação da estrutura do Slackware como distribuição são feitas utilizando ferramentas disponíveis (sem aplicativos exclusivos para Slackware) encontrada em qualquer distribuição, podendo ser manipulada por outras distribuições sem nenhuma restrição.
Por sua concepção UNIX-like, o Slackware Linux faz uma abordagem bastante diferente das outras distribuições populares como Red Hat, Fedora, Debian, Gentoo, SuSE e Mandriva. Sua política de só incluir aplicativos estáveis a fez tornar uma distribuição referência para aqueles que desejam conhecer a realidade de um sistema UNIX-like e aplicá-lo profissionalmente.[carece de fontes?] Muito comum em servidores, procura ser uma distribuição "leve", praticamente bem estruturada, sem enfeites e rápida.

### Papel na comunidade
Os softwares contidos no Slackware Linux são todos mantidos pelos times oficiais de desenvolvedores e mantenedores espalhados pelo mundo, cabendo apenas ao mantenedor da distribuição Slackware Linux, o Patrick Volkerding, a missão de integrar, empacotar e gerenciar os softwares para a distribuição, colhendo-os diretamente dos repositórios oficiais para serem empacotados junto com toda a documentação oficial dos mesmos. Tal aspecto auxilia para que a distribuição exerça a força-tarefa de sistema-modelo Unix-like para muitos dos desenvolvedores oficiais dos projetos de software livre.[carece de fontes?]

### Gerenciamento de pacotes

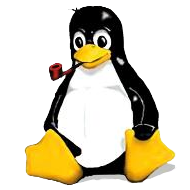
Mascote do Slackware -- Tux com cachimbo

Toda versão Slackware é estável. Também existe sempre uma versão -current (intermediária entre a versão estável atual e a próxima), mas dessa jamais há imagens oficiais para download. Os pacotes do -current precisam ser descarregado pela pasta "current", contida nos repositórios do Slackware utilizando pkgtool ou o upgradepkg. Ambos devem ser executados em um terminal de comandos em modo texto. Para quem faz questão de um Slackware totalmente current, a opção mais eficaz é baixar e instalar o Slackpkg, uma ferramenta que acessa os repositórios oficiais e que faz esses upgrades automaticamente. O Slackpkg vem instalado por padrão na distribuição.
Possui seu próprio gerenciador de pacotes, o pkgtool, e traz os comandos de gerenciamento: installpkg, upgradepkg, removekpg, explodepkg, makepkg; todos sem gerenciamento de dependências. Existem programas que adicionam esse gerenciamento de forma alternativa como: o slapt-get e swaret. O formato dos pacotes .tgz/.txz são bastante similar a um .tar.gz, contendo apenas os arquivos a serem instalados em suas respectivas pastas em relação à pasta raiz do sistema; além de um script com comandos complementares para a instalação.
O Slackware Linux é um sistema operacional livre, ou seja, está disponível na Internet e todos têm acesso ao código-fonte, podendo então melhorá-lo ou adaptá-lo às próprias necessidades.

### Gerenciamento de módulos do kernel
A versão 12.0 da distribuição foi um marco.[carece de fontes?] Disponibilizado em 2 de julho de 2007, é a que mostra mais inovações e mudanças em relação com as anteriores. Além do Linux 2.6.21.5 que, na época de seu lançamento, mostrava uma mudança no gerenciamento de módulos do Slackware, contando com três inovações que resultaram em muita polemica: o HAL, a glibc 2.5 e o GCC 4.1.2. A primeira é uma camada de abstração de hardware que fornece auto-mount para o sistema, indo contra a técnica original do sistema que dava ao administrador, as definições manual dos módulos a serem carregado. Foi inserido por causa da dependência do KDE pelo mesmo. A segunda são as bibliotecas de C do projeto GNU; essa era a versão mais recente e foi muito contestada por ser um pacote crucial para o sistema para uma versão ainda em fase de estabilização. Já a terceira, o GCC 4.1.2, trouxe uma nova camada de padrões, sendo incompatíveis com padrões anteriores. Com os compiladores da nova série do GCC, diversos códigos fontes anteriormente lançados não poderiam ser compilados sem sofrer reescrita de adaptação no código. Essa versão foi a primeira a não ser capaz de fazer boot pelo disquete, tendo como sucessão a inicialização por um boot através de um dispositivo USB. Nesta versão, dava-se no CD, 4 kernels pré-compilados: generic-2.6.21.5 (genérico contendo os hardwares mais comuns dentro do núcleo e o resto modularizado), generic-2.6.21.5-smp (mesmo que anterior com suporte a multiprocessamento / HT), huge-2.6.21.5 (núcleo que contem praticamente tudo que existe de suporte a hardware embutido no núcleo a custo de um peso imenso (huge) na hora do carregamento) e o huge-2.6.21.5-smp (mesmo que o anterior mas com suporte a multiprocessamento).
O Slackware 13.1 possui a GCC 4.4.4, o núcleo Linux 2.6.33.4, KDE 4.4.3, Xfce 4.6.1, e a suíte SeaMonkey 2.0.4, além de todos os utilitários habituais.

### Remoção do GNOME
Com as dificuldades em manter a evolução do toolkit de desenvolvimento GTK decorrente da complexidade e má documentação do projeto, e as ameaças de descontinuação por parte do time oficial do GTK, o fator de estabilidade e confiabilidade do projeto GNOME foi questionado e, em março de 2006, o GNOME foi oficialmente removido da distribuição Slackware, dando abertura para adesão de novas ferramentas ao Slackware. O suporte ao projeto GNOME no Slackware foi dado por parte da comunidade, onde surgiram repositótios não-oficiais, como: o GNOME Slack Build, o Dropline GNOME, o Gware e o GnomeSlacky.

### A evolução da versão 11.0 para a versão 13.37 (leet)
Dos esforços para a integração do novo sistema de gerenciamento de módulos (drivers de dispositivos de hardware e recursos de sistema do kernel Linux), a versão 11.0 do Slackware deu início ao processo de migração das ferramentas que gerenciavam o carregamento dinâmico de módulos do Linux, que utilizava o sistema hotplug, um sistema básico de reconhecimento automático de hardware, que funcionava como alternativa ao carregamento manual dos módulos de dispositivos em arquivos scripts de configuração manual na inicialização do sistema, até então encontrada nas versões clássicas anteriores do Slackware.
Ainda assim, fizeram com que houvesse uma interrupção na continuação para a versão 11.1 (que viria aperfeiçoar a versão 11.0), e migrando logo para a versão 12.0. Ainda buscando maior integração e estabilidade, a migração ficou completamente finalizada na versão 12.2.
Com a evolução dos projetos surgindo, como o advento do KDE 4.1 (evolução em curso do ambiente KDE); a modularização do projeto X11; e os suportes à arquitetura 64 bits, fizeram parte da nova série de lançamentos do Slackware: a versão 13.0.
A versão 13.37 já possui todo o carregamento de módulos automatizado, sem a necessidade de configurações manuais do carregamento de módulos do kernel Linux, facilitando bastante o uso da distro por usuários iniciantes de Linux.[carece de fontes?]

## Derivações
Há várias distribuições derivadas do Slackware:

### Ativas
- 4Bak - Live CD canadense para backups desenvolvido por Sylvie Migneault; é o antigo DDbackup;
- AliXe - Live CD canadense desenvolvido por uma montrealense que só se identifica como "Alisou", mas que no site do 4Bak revela ser a própria Sylvie Migneault; o Live CD visa promover o Slackware e o SlaX entre usuários de língua francesa;
- Arudius - Live CD americano com o peso em segurança, baseado no Slackware e no Zenwalk;
- Austrumi - Distribuição Linux letuva, desenvolvida por Andreijs Meinerts e outros(as); é um Live CD que se instala temporariamente na memória RAM, deixando, assim, a gaveta do CD/DVD livre para outros usos;
- Blin - Distribuição Linux ucraniana;
- Burapha Gnu/Linux - Distribuição Linux tailandesa, desenvolvida por uma equipe da Universidade de Burapha;
- CEMF - Distribuição Linux brasileira, que roda direto de dentro de uma partição ou instalação Windows.
- College - Distribuição Linux suíça, que alega se basear no Debian, mas é gerenciada em .tgz; virou Live CD;
- Cytrun - Distribuição Linux brasileira projetada para aumentar o nível de segurança de servidores / VoIP-PBX;
- Darkstar - Distribuição Linux romena;
- DNA - Live CD argentino baseado no SlaX;
- eMoviX - Live CD italiano com peso na execução de multimídia;
- Frugalware - Distribuição Linux húngara, desenvolvida por Miklos Vajna;
- GoblinX - Live CD brasileiro, que instalado converte os pacotes .tgz em módulos .mo;
- HostGIS - Distribuição Linux americana; servidor cartográfico especialmente desenvolvido para o manejo de informações GIS;
- iWhaX - Distribuição Linux americana voltada à segurança de redes; é a antiga WhaX;
- JoLinux - Distribuição Linux brasileira, com Linux 2.6 já por padrão;
- KateOS - Distribuição Linux polonesa, desenvolvida por Damian Rakowski e outros;
- Kinux - Distribuição Linux brasileira;
- KlaX - Live CD alemão de apresentação do KDE.
- Live CD Router - Live CD argentino, projetado para operar redes e conexões de internet;
- MoviX - Live CD italiano com peso na criação de multimídia;
- MoviX² - Live CD italiano com peso na execução de multimídia;
- MutageniX - Live CD americano;
- NimbleX - Distribuição Linux romena, desenvolvida por Bogdan Radulescu;
- OpenLAB - Distribuição Linux sul-africana, projetada para o ensino em informática em escolas e faculdades; fora da África do Sul, é adotada na Namíbia e Alemanha; é a distro para qual os softwares EduKar, OpenBook e ZybaCafe foram desenvolvidos; o Live CD pode ser baixado gratuitamente; o conjunto de 4 CDs / 1 DVD e os softwares externos são cobrados;
- P!tux - Distribuição Linux francesa para ser instalada dentro de sistemas já existentes; é o antigo Drinou Linux;
- PC Master - Distribuição Linux brasileira;
- Plamo - Distribuição Linux japonesa, com peso no idioma japonês, para assim facilitar o slacking para usuários japoneses;
- pQui - Distribuição Linux brasileira para desktop;
- Privare - Live CD canadense; é o antigo eLearnix, anterior FreeLoader Linux; praticamente um curso Linux em forma de sistema operacional com base no Slackware.
- Revanche - Distribuição Linux brasileira, baseada simultaneamente em Slackware e Fedora;
- RFS - Distribuição Linux brasileira;
- RIP (Recovery Is Possible) - Distribuição Linux americana voltada à recuperação de sistemas de arquivos;
- Root - Distribuição Linux sueca;
- RUNT (ResNet USB Network Tester) - Sistema operacional Linux americano, desenvolvido pela Universidade da Carolina do Norte, para ser instalado num pendrive e simultaneamente num disquete, que operarão em conjunto; distro voltada a testar redes e portas USB;
- SauverOS - Distribuição Linux indiana desenvolvida por Maulik Gordhandas;
- SlAmp - Live CD holandês baseado no SlaX com os pacotes do Slackware;
- Slax - Live CD checo desenvolvido por Tomas Matejicek; instalado em HD ou pendrive, nas versões anteriores ao 6.0.0 convertia os pacotes .tgz em módulos .mo. Desde a versão 6.0.0, o comando tgz2lmz converte os pacotes .tgz em módulos .lmz. Ainda existe a possibilidade de converter pacotes dos repositórios do Debian e do Ubuntu em módulos, através do comando deb2lmz;
- STuX - Live CD italiano;
- Tereré - Live CD brasileiro projetado para os sistemas de autenticação de provedores e LAN houses;
- Vector - Distribuição Linux canadense desenvolvida por Robert S. Lange e outros; sugere-se como uma excelente opção para dar uso a equipamentos antigos;
- Volta - Distribuição Linux italiana 100% compatibilizada com gerenciamento de pacotes duplo: o pkgtool do Slackware para o sistema e o pkgsrc do NetBSD para os aplicativos; em outras palavras, com o Volta Linux, praticamente tem-se o Slackware e o NetBSD rodando num mesmo sistema operacional;
- WolviX - Live CD norueguês baseado no SlaX;
- ZenLive - Live CD francês baseado no Zenwalk;
- ZenServer - Distribuição Linux americana voltada a servidores, baseada no Zenwalk;
- Zenwalk - Distribuição Linux desktop francesa desenvolvida por Jean-Philippe Guillemin; é a antiga MiniSlack.

Slackware para AMD64
- Slamd64 - Distribuição Linux britânica para rodar o Slackware em plataforma AMD64 (x86 64);
- Bluewhite64- Distribuição Linux romena para rodar o Slackware em plataforma AMD64 (x86 64); disponível em forma de Live CD instalável e de DVD de instalação.

### Slackwarepara ARM
- ARMedslack - Distribuição Linux americana para rodar o Slackware em plataforma ARM.

### Slackwarepara IBM S/390
- Slack/390 - Distribuição Linux americana para rodar o Slackware em plataforma IBM S/390.

### SlackwareparaPowerPC(Macintosh)
- SlackIntosh - Distribuição Linux suíça para rodar o Slackware em plataforma PPC (PowerPC).

### Slackware para SPARC
- Splack - Distribuição Linux americana para rodar o Slackware em plataforma SPARC.

### Não-Desativadas
À primeira vista, essas aí parecem desativadas, mas de fato trocaram apenas de nome e são encontradas acima com seus novos nomes.
- DDbackup - virou 4Bak;
- Drinou - virou P!tux;
- eLearnix - virou Privare;
- FreeLoader Linux - virou Privare;
- MiniSlack - virou Zenwalk;
- WhaX - virou iWhaX.

### Semi-Desativadas
- Litrix Linux - Distribuição Linux brasileira que continua ativa, mas a partir de sua versão 3.0, trocou o Slackware pelo Gentoo como base; é desenvolvida por Vagner Rodrigues;
- SuSE Linux - Distribuição Linux então alemã, que até sua fusão com a distribuição Jurix, em 1996, se baseava no SLS Linux e Slackware;
- BackTrack - Live CD suíço baseado em Slackware e SlaX; fusionando o Auditor Security Linux com o WHAX, seu peso é na segurança; a partir da versão 4, é baseado no Debian/Ubuntu.

### Desativadas
- BearOps Desktop - Distribuição canadense, abandonada em 2001;
- Buffalo - Distribuição americana, abandonada em 2005;
- Definity - Distribuição brasileira, desenvolvida por uma empresa em Campinas, abandonada em 2003;
- Evil Entity - Distribuição americana, cujo ponto forte era a edição de multimídia; abandonada em 2004, não está claro se a anunciada sucessora, Arcano Linux, foi ativada;
- gNox - Live CD britânico, cujo gerenciamento em módulos permitiria acrescentar módulos diretamente à imagem .iso; distro abandonada em 2005;
- NetwosiX - Distribuição italiana voltada para a segurança de redes; abandonada em 2006;
- SentiniX - Distribuição sueca voltada ao monitoramento de redes; abandonada em 2003;
- Tukaani - Distribuição Linux finlandesa, cujo ponto forte está no gerenciamento de pacotes, através do instalador pkgtools (sic!) e do (des)compactador LZMA: compatibilizam pacotes nos formatos .tgz, .tbz, .tlz e .tar;
- Ultima - Distribuição americana que era desenvolvida por Martin Última, abandonada em 2005.

## Suporte da Slackware no Brasil
Entre 1999 e 2006, o canal #Slackware da Rede BRASNET de Chat/IRC, fundado por Márcio Araruna "skyfighter", tornou-se a maior[carece de fontes?] sala de bate-papo da América Latina da distribuição promovendo discussões e suporte gratuito aos seus usuários em todo Brasil. O canal contou com o apoio das comunidades SlackLife, Slackware-Brasil e SlackBR.